# Спутниковый модем
Спутниковый модем — устройство передачи данных по радиоканалу с использованием искусственных спутников Земли для ретрансляции радиосигнала. Кроме функций модуляции-демодуляции сигнала может выполнять функции IP-маршрутизатора, мультиплексора, голосового шлюза. Спутниковый модем работает в составе земной станции спутниковой связи, включающей собственно модем и радиосредства — антенну, усилители приёма и передачи, кабели и так далее.

## Назначение
Спутниковые модемы используются для организации каналов передачи данных между подключённым к ним наземным оборудованием различного типа — компьютерами, компьютерными сетями, цифровыми телефонными станциями, устройствами АСУ ТП и так далее. В составе земной станции спутниковый модем взаимодействует с оборудованием передачи данных и с радиочастотным оборудованием, установленным на спутниковой антенне. Современные спутниковые модемы реализуют также маршрутизацию трафика и другие сервисные функции. Иногда «спутниковыми модемами» называют оборудование, осуществляющее только приём данных через спутниковый канал (см. карта DVB-S/S2).

## Структурная схема спутникового модема
Спутниковый модем взаимодействует с внешним оборудованием по стандартным интерфейсам передачи данных. Это может быть один или несколько портов Ethernet, различные последовательные порты и т. п. При передаче данные, полученные от одного или нескольких источников, поступают на встроенный мультиплексор (маршрутизатор), который формирует из них единый поток, предназначенный для передачи в спутниковый канал.

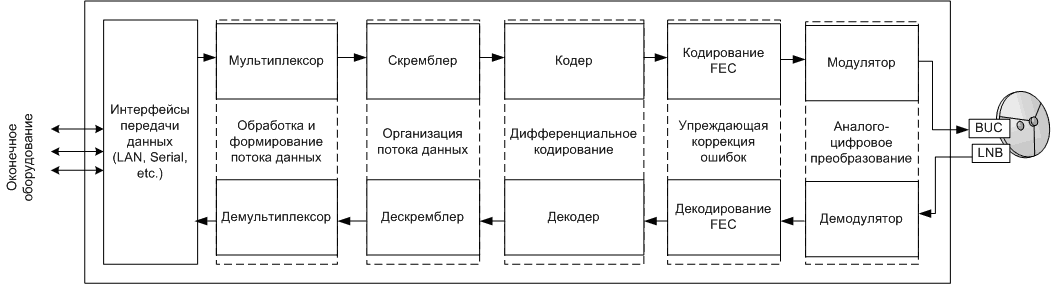
Структурная схема спутникового модема

После формирования потока данных он поступает на cкремблер, где происходит его обратимое «перемешивание» для исключения длинных последовательностей следующих подряд единиц или нулей и далее подвергается дифференциальному кодированию, необходимому для разрешения неоднозначностей, возникающих при принятых в цифровой спутниковой связи методах модуляции сигналов.
Поскольку данные при пересылке через спутниковый канал могут теряться и искажаться, то для обеспечения требуемой достоверности передачи информации используется упреждающая коррекция ошибок (FEC). При этом в поток данных вносится избыточность, позволяющая восстановить потерянную на приемном конце информацию с помощью различных корректирующих кодов.
Полученный в результате поток поступает на модулятор, который формирует радиосигнал в заданном диапазоне. Этот сигнал поступает на передающий усилитель (BUC) для передачи на спутник.
Сигнал от приемного усилителя (LNB) поступает на демодулятор спутникового модема и всё происходит в обратном порядке.

## Основные режимы работы спутниковых модемов

### Точка — точка
В режиме «точка — точка» (SCPC, Single Channel per Carrier) организуется один канал на несущую. Модем монопольно использует выделенную полосу частот для передачи информации. Даже если передача информации в данный момент не происходит, никакое другое устройство не может использовать эту полосу частот. Для двустороннего обмена (приёма и передачи) нужно выделение двух полос частот (необязательно одинаковой ширины — то есть, скорости приёма и передачи могут отличаться). Модем SCPC обменивается данными с другим таким же модемом. Если требуется организовать несколько направлений связи, то на каждом из них требуется установка пары SCPC-модемов. Скорости приёма и передачи SCPC-модемов могут изменяться в широких пределах (от сотен килобит/с до десятков и сотен мегабит/с), в зависимости от используемой спутниковой полосы, энергетики спутникового канала и способов модуляции.

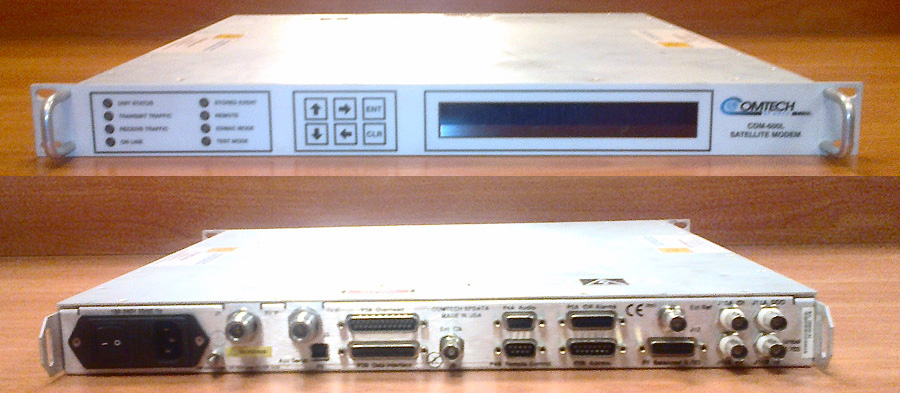
Спутниковый SCPC-модем Comtech

В SCPC-модемах может быть реализован режим «переиспользования частоты» (фирменные названия — «CnC» или «carrier-in-carrier», PCMA — Paired Carrier Multiple Access и другие), который позволяет реализовать двусторонний обмен данными в одной полосе частот. Это экономит требуемый частотный ресурс, но требует увеличения мощности сигнала и накладывает дополнительные ограничения на использование частотно-энергетического ресурса спутника связи. Режим переиспользования частоты может быть дополнительной опцией для базовых моделей модемов либо реализовываться с помощью отдельного устройства, включаемого между модемом и радиочастотным оборудованием на антенне.

#### Точка — многоточка
В режиме «точка — многоточка» (MCPC, Multiply Channels per Carrirer) передаётся несколько каналов связи на одной несущей с использованием временно́го мультиплексирования (TDM). В режиме MCPC-SCPC данные из центра передаются посредством одного широкополосного спутникового канала на все удалённые точки, а для обратных каналов от удалённых точек в центр используются выделенные каналы SCPC. При этом для передачи информации из центра на все удалённые точки требуется только один модулятор (модем, работающий в режиме передачи). Для приёма данных от удалённых точек в центре по прежнему требуется по демодулятору (модему в режиме приёма) на каждую точку. Если данные «из центра» к удалённым станциям не передаются постоянно на максимальной скорости, то пропускная способность канала MCPC может быть меньше, чем сумма требуемых для всех станций, то есть экономится частотный ресурс за счёт его «переиспользования». Пропускная способность прямого канала (из центра к станциям) не является постоянной для каждой станции, возможно перераспределения полосы и возникновение вариаций задержки при передаче данных нескольким станциям одновременно. Модем, поддерживающий режим передачи MCPC, должен иметь эффективные средства управления полосой и предоставления качества сервиса отдельным станциям.

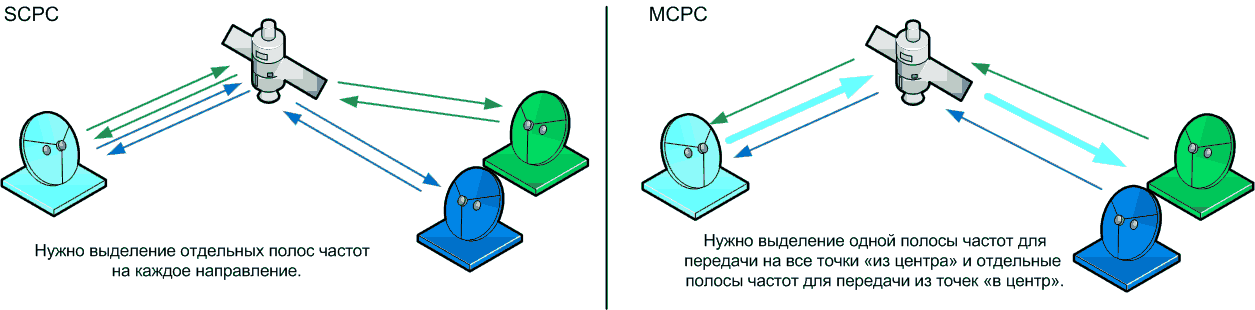
Сравнение технологий спутникового доступа SCPC и MCPC

Режим MCPC-SCPC может использоваться в ведомственных сетях с небольшим количеством станций, для сети репортажных станций, которые требуют гарантированной пропускной способности и малой вариации задержки для передачи информации с удалённой точки, в то же время для передачи информации на них можно использовать общий канал невысокой пропускной способности и с меньшими требованиями к качеству.

### Звезда
В сети топологии «звезда» (англ. star) используется одна центральная земная станция (ЦЗС, англ. hub, gateway), с которой взаимодействуют все абонентские станции. Передача между абонентскими станциями возможна только через центральную (в «два скачка»). Передача данных от центральной станции к абонентам в сети «звезда» происходит через один, общий для всех, прямой канал (англ. forward link, uplink) большой пропускной способности (десятки и сотни Мбит/с). Каждая станция принимает из этого канала только те данные, которые адресованы ей (аналогично режиму MCPC, используется временно́е мультиплексирование). Для передачи данных от абонентов на центральную станцию используются обратные каналы (англ. return channel) меньшей пропускной способности (единицы Мбит/с), при этом одна и та же полоса частот может использоваться многими абонентскими станциями. Сети «звезда» используется в случаях, когда нужно подключить много удалённых точек к единому центру — головному офису компании, интернет-провайдеру. Количество абонентских станций, обслуживаемых одной центральной, может достигать нескольких тысяч и десятков тысяч. На сегодня спутниковые сети такой топологии являются наиболее распространёнными и основное количество спутниковых модемов производится для них.

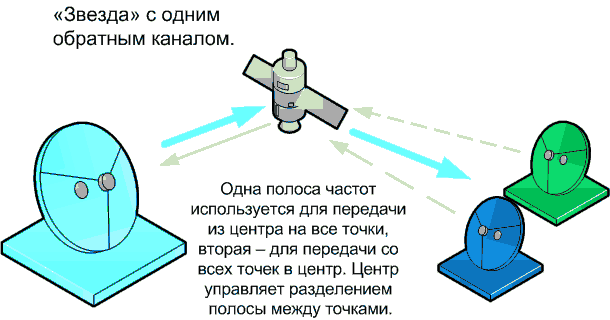
Спутниковая сеть топологии «звезда»

Абонентские станции в сети «звезда» — это сравнительно недорогие установки с антеннами небольшого размера, маломощными передатчиками и дешёвыми, по сравнению с другими типами, спутниковыми модемами. Для абонентских станций также используются названия «малая земная станция» (МЗС, VSAT) или «терминальная земная станция» (ТЗС).

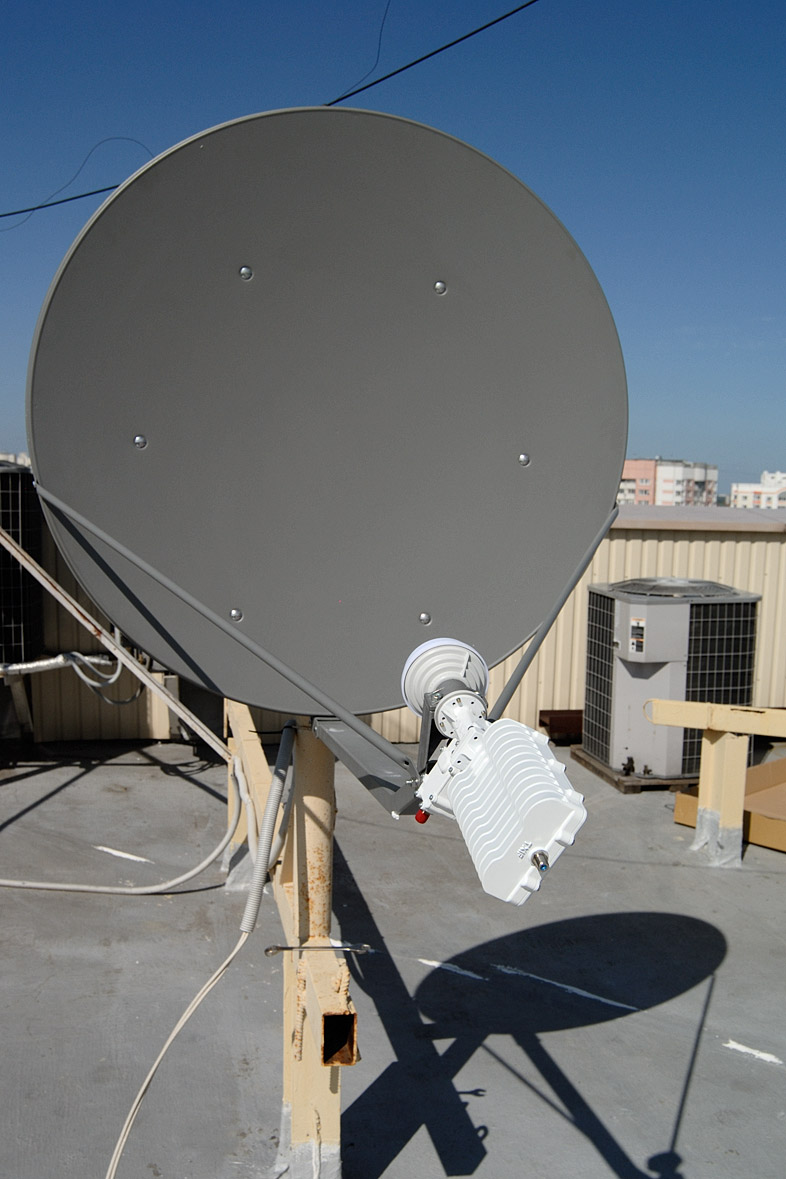
Антенна абонентской станции

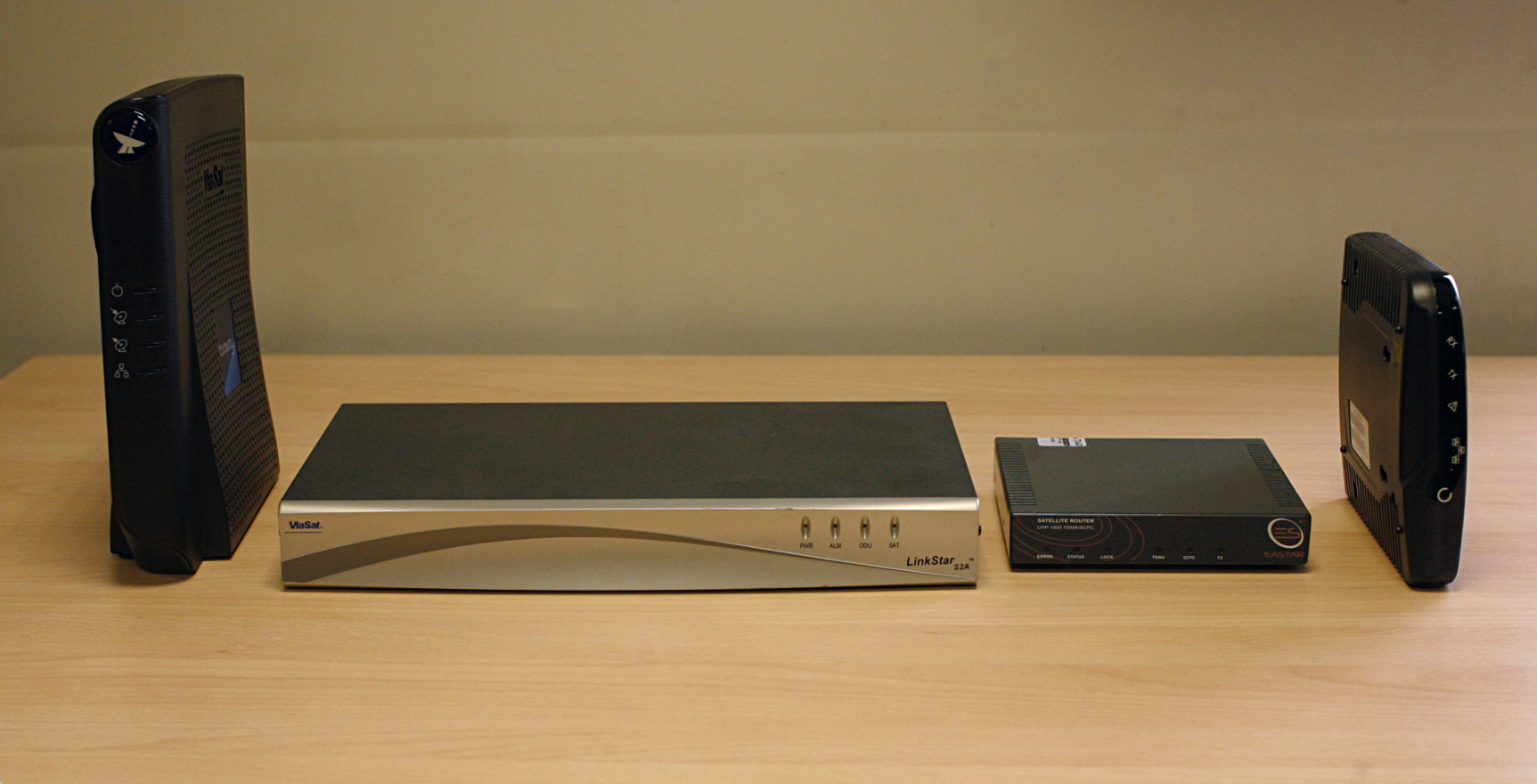
Примеры модемов для абонентских станций: Viasat SurfBeam 2, Viasat Linkstar, Истар UHP-1000, Newtec MDM2200

Управление доступом станций (выделение временного или частотного ресурса для передачи) осуществляется центральной станцией на основе запрашиваемой каждым абонентом скорости и общей ёмкости канала. Задержки в сетях «звезда» обычно выше, чем для SCPC-модемов, кроме того они, как и скорость передачи данных, доступная абоненту в каждый момент, могут значительно варьироваться во времени, в зависимости от текущей загрузки сети.
Наземное оборудование подключается к станциям сети «звезда» по стыку Ethernet, для передачи данных используется, как правило, протокол IP, иногда режим сетевого моста.

### Станция полносвязной сети
Несколько спутниковых станций могут работать друг с другом «в один скачок» в сетях полносвязной топологии (также именуемыми Mesh или Hubless). В такой сети одна полоса частот делится между многими станциями с помощью протоколов множественного доступа, как правило TDMA или MF-TDMA.

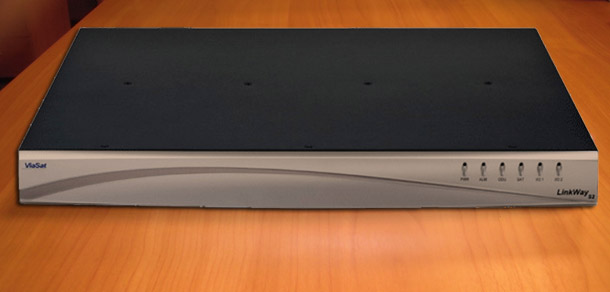
Спутниковый модем Viasat Linkway для сетей mesh.

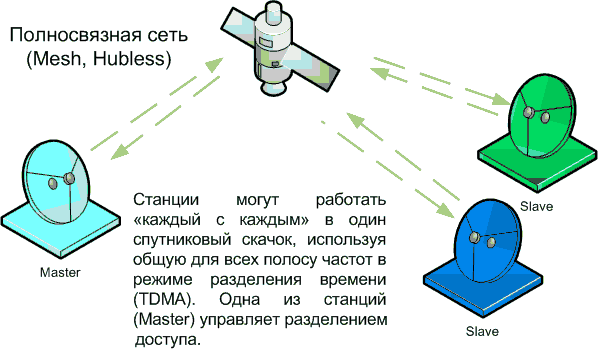
Полносвязная спутниковая сеть

Одна из станций в сети играет роль ведущей (англ. master), определяющей какая из остальных станций в данный момент может передавать данные. Задержки и скорости передачи в полносвязных сетях могут значительно варьироваться в зависимости от общей загрузки полосы, как и в сетях «звезда».
Все станции полносвязной сети должны обеспечивать примерно одинаковую энергетику по приёму и передаче. Чем выше энергетические возможности станций — тем выше возможная скорость передачи информации, максимальные скорости — несколько мегабит/с. При прочих равных, в полносвязных сетях используются антенны большего размера и более мощные передатчики, чем на абонентских станциях сетей «звезда».
К станциям полносвязной сети наземное оборудование также подключается по стыку Ethernet, используется протокол IP или режим сетевого моста.

## Разновидности спутниковых модемов
Как правило, спутниковый модем может работать в каком-либо одном из режимов. Наиболее распространёнными являются модемы для работы в качестве абонентских терминалов сети «звезда». В этом сегменте представлены большинство производителей наземного спутникового оборудования. Производители абонентских терминалов предлагают и оборудование центральных станций, притом оборудование разных производителей в этом классе, как правило, несовместимо. Для организации выделенных каналов производятся модемы SCPC (обычно поддерживающие и режим MCPC/SCPC), работающие в широком диапазоне скоростей в обоих направлениях и предлагающие большой выбор интерфейсов для оконечного оборудования.
Существуют также спутниковые модемы, поддерживающие несколько режимов работы (звезда, полносвязная сеть, точка-точка и даже работа в качестве центральной станции сети). С такими модемами можно организовать сеть гибридной топологии. Например, один и тот же модем в разные моменты времени может работать с центральной станцией по каналу TDMA, разделяя его с другими станциями сети, или по каналу SCPC, занимая его монопольно. Возможна также одновременная работа абонентского модема с центральной станцией сети «звезда» и с другими модемами этой сети по технологии mesh.

## Диапазоны частот
Для спутниковой связи используются радиодиапазоны с частотами в единицы и десятки гигагерц (C, X, Ku, Ka). Передача таких радиочастот по коаксиальному кабелю приводит к большому затуханию сигнала. Для того, чтобы было возможно расположить спутниковый модем на значительном (обычно десятки метров) удалении от антенны, сигнал от него передаётся по коаксиальному кабелю на более низких частотах. Спутниковый модем принимает и передаёт сигнал на промежуточной частоте в диапазоне 1—2 ГГц (L-диапазон), а преобразование в рабочий диапазон спутниковой связи производится установленными на антенне конвертерами частоты (часто интегрированными с усилителями приёма и передачи). Использование частот L-диапазона в трактах приёма и передачи общепринято, что обеспечивает совместимость с различным радиочастотным оборудованием на антеннах. Однако, встречаются и другие варианты. Для SCPC-модемов использовались промежуточные частоты 70 и 140 Мгц, модемы некоторых производителей используют для передачи нестандартную частоту и работают только со специально произведенными для них передатчиками.
Для подключения коаксиальных кабелей на спутниковых модемах используются разъёмы типа F (с волновым сопротивлением 75 Ом) или типа N (50 Ом). Иногда встречаются разъёмы SMA.

## Способы передачи информации
Для передачи цифровых данных по спутниковому радиоканалу используется фазовая манипуляция (PSK) или амплитудно-фазовая манипуляция (APSK), иногда квадратурная амплитудная манипуляция (QAM). Для упреждающего восстановления ошибок (FEC), возникающих при передаче информации через зашумлённый спутниковый канал, применяют различные корректирующие коды.
Для SCPC-модемов используются стандарты DVB-S, DVB-S2 или турбо-кодирование с модуляциями (в зависимости от ширины полосы и энергетики канала) от QPSK до 32APSK или 32QAM. В прямом канале сетей «звезда» используется стандарт DVB-S2. В современных спутниковых модемах активно внедряется стандарт DVB-S2X.
В обратных каналах сетей «звезда» и полносвязных сетях типа mesh (hubless), где энергетика станций невелика, используются модуляции QPSK и 8PSK с корректирующими кодами LDPC или турбо-кодами. Для условий, требующих высокой помехозащищённости, может использоваться модуляция BPSK.
Для каждой комбинации модуляции и корректирующего кода (называемых вместе «модкодом» или сигнально-кодовой конструкцией, СКК) определяется минимальный уровень отношения сигнал/шум, при котором возможен приём информации с приемлемой достоверностью (Bit Error Rate, BER). Чем выше используемые индексы модуляции (количество бит информации, передаваемых в одной посылке) и избыточность корректирующего кода, тем большие скорости передачи информации могут быть получены в той же выделенной полосе частот, но тем и большее отношение сигнал/шум требуется для приёма данных. Эта связь описывается теоремой Шеннона для канала с шумом.
На практике для определения вероятности ошибки оперируют не «чистым» отношением сигнал/шум (SNR), а такими характеристиками, как отношение «несущая/шум» (C/N) или связанными с C/N и скоростью передачи информации отношениями Eb/N0 (энергия на 1 бит принимаемой информации к спектральной плотности шума) и Es/N0 (энергия на 1 символ к спектральной плотности шума). Отношение C/N зависит от усиления антенны и условий на стороне приёма, энергетики спутника и ЭИИМ и условий на стороне передачи. Выбор кодирования и модуляции, позволяющих максимально эффективно использовать выделенный спутниковый ресурс, является сложной многокритериальной задачей. В современных системах спутниковой связи активно используется техника адаптивного кодирования и модуляции, являющаяся частью стандарта DVB-S2, и позволяющая динамически изменять используемые модкоды в зависимости от параметров радиоканала.